# La fundación (obra de teatre)
|  | Per a altres significats, vegeu «La fundación». |

La fundación (lit. ‘La fundació’) és una obra de teatre d'Antonio Buero Vallejo escrita el 1973 i estrenada el 15 de gener del 1974 al Teatre Fígaro de Madrid. Ha estat traduïda a diversos idiomes i representada en molts països.
Va ser una de les lectures obligatòries de batxillerat a Catalunya de l'assignatura de Llengua castellana des de la promoció 2020-2021 fins al curs 2022-2023 i va formar part del temari de les PAU corresponents.

## Argument
Cinc hòmens (Tomás, Tulio, Asel, Lino i Max), que semblen treballar per a un centre de recerca anomenat La Fundación, conviuen aparentment en una agradable habitació amb bones vistes. Solament la fortor i la presència d'un malalt semblen pertorbar l'ambient. A mesura que els diàlegs avancen, es descobreix que tal situació no és sinó la percepció subjectiva i dissociada del protagonista, en Tomás: l'espectador s'adona així que la cambra és en realitat una cel·la, que La Fundación és una presó i que els cinc personatges són presos polítics condemnats a mort. Són allà perquè el mateix Tomás, sotmès a tortura, va delatar els seus companys d'organització. El seu sentiment de culpa el va fer perdre el sentit de la realitat. Al final, l'escena es buida i retorna a l'aspecte d'habitació luxosa on s'instal·laran nous hostes.

## Estrena
La primera representació de La Fundación al Teatre Fígaro va ser dirigida per José Osuna Lameyer i Vicente Vela va encarregar-se de l'escenografia. L'elenc principal estava format per Francisco Valladares (Tomás), Jesús Puente (Asel), José Albiach (Home), Victoria Rodríguez (Berta), Pablo Sanz (Tulio), Enric Arredondo (Max) i Ernesto Aura (Lino). A més, hi van actuar Luis García Ortega, Avelino Cánovas, José Solanes i Máximo Ruiz.

## Recepció

### Interpretacions
S'han fet diverses interpretacions sobre el significat de l'obra. D'una banda, suposa una crítica a l'opressió dels règims totalitaris, la tortura i la pena de mort. D'una altra, es pot interpretar de manera simbòlica, és a dir, representar la vida com una presó en la qual hom és tancat sota l'amenaça omnipresent de la mort. L'autor, Buero Vallejo, va indicar que una de les fonts d'inspiració en l'elaboració de l'obra va ser Las nubes, un relat d'Azorín pertanyent a Castella (1912), on es proposa la teoria de l'etern retorn, i en perpetua la concepció de Nietzsche. Aquesta teoria es presenta en l'obra quan l'encarregat convida nous visitants a ingressar a l'estança, els quals constitueixen el cercle infinit de l'engany de la Fundación. Tot i que el dramaturg que va concebre l'obra de teatre en qüestió hi va incorporar la seva experiència com a pres polític durant l'Espanya franquista —era afiliat al Partit Comunista d'Espanya i va lluitar àrduament per la república—, l'obra no es pot qualificar d'autobiografia perquè no ho és explícitament.
De la tècnica literària de Buero Vallejo destaca l'efecte d'immersió, també present en les obres El sueño de la razón, Llegada de los dioses i La denotación.

### Reposició
En 1998, sota la direcció de Juan Carlos Pérez de la Font, va ser reposada. Van disposar en aquest cas de la interpretació de Ginés García Millán, Pepe Viyuela, Joaquín Notario, Juan José Otegui, Héctor Colomé i Esperanza Campuzano.

### Adaptacions
El 1977, se'n va emetre una representació al programa Estudio 1 de Televisió Espanyola, també dirigida per Osuna. Van repetir de paper Francisco Valladares i Jesús Puente, mentre que es van incorporar a l'equip com a actors Manuel Gallardo Lechet i José María Guillén.
El 30 de novembre del 2017, per encàrrec de la Comunitat de Madrid, la companyia de teatre Joven Compañía va estrenar a la seva seu al cuartel del Conde-Duque de Madrid una adaptació juvenil de l'obra titulada En la fundación. Va ser escrita per la dramaturga Irma Correa i dirigida per José Luis Arellano. La interpretació va anar a càrrec de Víctor de la Font, Nono Mateos, Jota Hagi, Juan Carlos Pertusa, María Valero, Mateo Rubinstein, Álvaro Caboalles, Pascual Laborda i Óscar Albert.